# دوغان القابضة
دوغان القابضة ( بالتركية : Doğan Holding ) هي من بين أكبر التكتلات في تركيا التي تعمل في صناعات الطاقة والإعلام والصناعة والتجارة والتأمين والسياحة. أسسها أيدين دوغان الذي لا يزال مساهمًا رئيسيًا ، وتدير الشركة ابنته بيجومان دوغان فاراليالي . يتمثل النشاط التشغيلي الرئيسي للشركة القابضة في الاستثمار في مختلف القطاعات من خلال الشركات الزميلة ، لتقديم كل الدعم اللازم لشركاتها الفرعية والمشاريع المشتركة من أجل تطوير أنشطتها.

## مجموعة شركات
- وسائل الإعلام
  - مجلة دوغان بوردا
  - دوغان للإنتاج الموسيقي
- الطاقة
- صناعة
  - ديتاس
- تسويق العقارات والسيارات
  - ميلبا
  - سوزوكي
  - دراجات تريند
- الخدمات المالية وغيرها
  - دوروك فاينسمان
  - دوروك العوملة
- السياحة
  - مارلين أوتيلسيك
  - نيتا يونتيم

## روابط خارجية
- الموقع الرسمي